# 1952 год в изобразительном искусстве СССР
1952 год был отмечен рядом событий, оставивших заметный след в истории советского изобразительного искусства.

## События

### Награды
- Лауреаты Сталинской премии 1952 года в области изобразительного искусства:

Первая степень
- Юрий Непринцев — за картину «Отдых после боя» (1951; по поэме Александра Твардовского «Василий Тёркин»).
- Вера Мухина, Н. Г. Зеленская, И. Г. Иванова, Иван Шадр (посмертно) — за памятник Максиму Горькому в Москве.

Вторая степень
- Николай Томский (Гришин) — за мраморный бюст Н. В. Гоголя.

Третья степень
- Алексей Грицай, Василий Ефанов, Лев Котляров, Константин Максимов, Борис Ставицкий, Павел Судаков, Борис Щербаков — за картину «Заседание Президиума Академии наук СССР» и серию портретов советских учёных.
- Борис Пророков — за рисунки к стихотворениям Владимира Маяковского «Маяковский об Америке», а также за рисунки «Танки Трумэна — на дно!» и «Американские жандармы в Японии».
- П. Ф. Мовчун — за мраморную скульптурную фигуру Виссариона Белинского.
- Н. Л. Рябинин и В. И. Сколоздра — за скульптурную фигуру «Довбуш».
- Василий Ватагин — за скульптурные работы на анималистические темы.

### Монументы

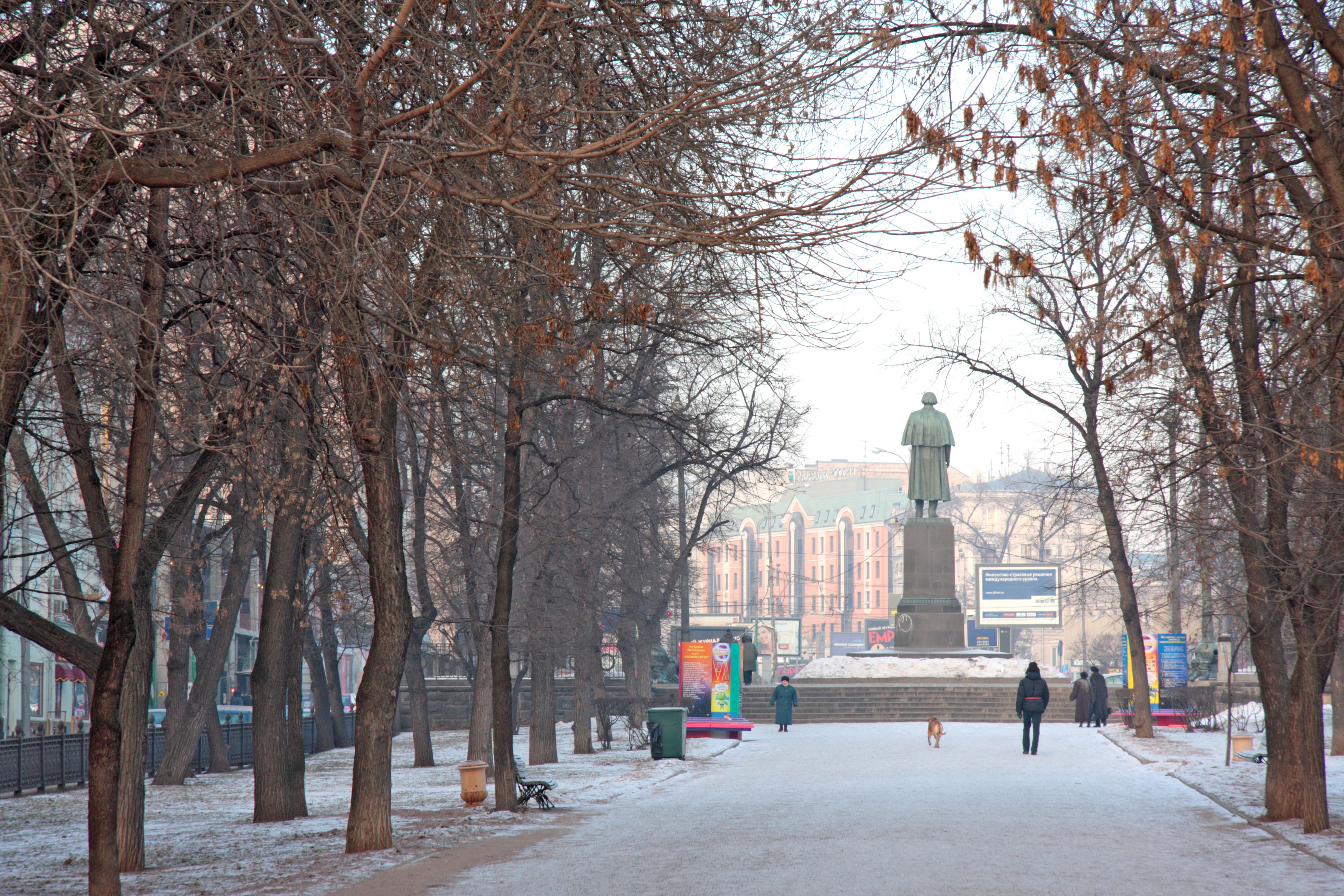
Николай Томский. Памятник Н. В. Гоголю, 1952

- 2 марта — в Москве на Гоголевском бульваре в год столетия со дня смерти писателя открыт памятник Николаю Гоголю (скульптор Николай Томский, архитектор Л. Голубовский).

- 2 ноября — в Горьком открыт памятник Максиму Горькому (скульптор Вера Мухина, архитекторы В. В. Лебедев и П. П. Штеллер). Скульптура отлита на Ленинградском заводе «Монументскульптура».

- В Ленинграде у Ленинградской консерватории на Театральной площади установлен памятник композитору Николаю Римскому-Корсакову (скульпторы Вениамин Боголюбов и Владимир Ингал, архитектор Модест Шепилевский)[1].

### Выставки

#### Москва
- 21 ноября — в Третьяковской галерее открылась «Всесоюзная художественная выставка 1952 года». Издан иллюстрированный каталог работ[2].

#### Ленинград
- 5 ноября — в Государственном Русском музее открылась «Выставка произведений ленинградских художников 1952 года». Издан подробный каталог работ.[3]

- 23 ноября — в залах Ленинградского Союза советских художников открылась «Выставка этюда ленинградских художников»[4].

- В залах Музея Академии художеств СССР открылась выставка произведений Михаила Бобышова, приуроченная к 40-летию творческой и 25-летию педагогической деятельности[5].

## Деятели искусства
- В Ленинграде состоялся очередной выпуск Института живописи, скульптуры и архитектуры имени И. Е. Репина[6]. Среди выпускников Борис Корнеев и Борис Лавренко в последующем стали профессорами Института имени И. Е. Репина[7][8], Пётр Фомин в 1972—1975 годах возглавлял Ленинградский Союз художников[9], Валентин Сидоров возглавлял Союз художников России.

### Родились
- 10 января — Сергей Алипов, скульптор.
- 31 января — Надежда Рушева, художница (ум. в 1969).
- 19 июня — Сергей Пен, живописец, маринист, заслуженный художник РСФСР.

### Скончались

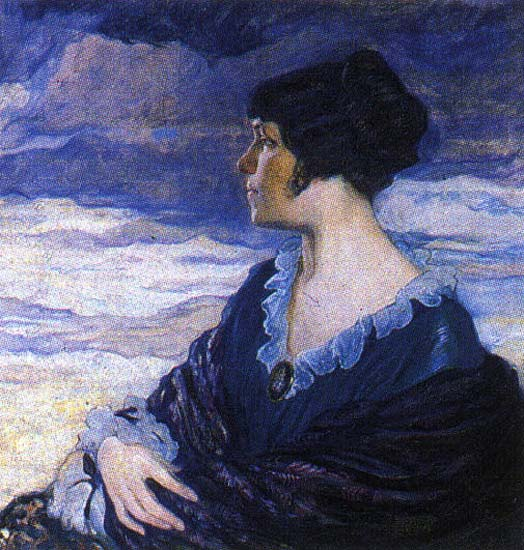
Ольга Делла-Вос-Кардовская. Автопортрет (1917)

- 8 июня — Сергей Меркуров, скульптор-монументалист, народный художник СССР (род. в 1881).
- 9 августа — Ольга Делла-Вос-Кардовская, живописец, график и педагог, жена художника Дмитрия Кардовского (род. в 1875).
- 20 сентября — Александр Русаков, ленинградский живописец (род. 1898).
- 20 октября — Георгий Ряжский, живописец, заслуженный деятель искусств РСФСР (род. в 1895).